# 2020年東京オリンピックのナイジェリア選手団
2020年東京オリンピックのナイジェリア選手団（2020ねんとうきょうオリンピックのナイジェリアせんしゅだん）は、2021年7月23日から8月8日にかけて日本の首都東京で開催された2020年東京オリンピックのナイジェリア選手団。

## メダル
| メダル | 選手名                       | 競技       | 種目                     | 日付   |
| ------ | ---------------------------- | ---------- | ------------------------ | ------ |
| 銀     | ブレッシング・オボルドゥドゥ | レスリング | 女子フリースタイル68kg級 | 8月3日 |
| 銅     | エセ・ブルーメ               | 陸上       | 女子走幅跳               | 8月3日 |